# Plataforma (computação)
Uma plataforma computacional é, no senso mais geral, qualquer que seja o ambiente preexistente, um pedaço de software que é projetado para ser executado internamente, obedecendo às suas limitações e fazendo uso das suas instalações.
Plataformas típicas incluem:
- uma arquitetura de hardware;
- Biblioteca de tempo de execução.[1]

Executáveis binários devem ser compilados para uma plataforma de hardware específica, uma vez que diferentes unidades centrais de processamento têm diferentes códigos da máquina. Além disso, sistemas operacionais e bibliotecas de execução permitem a reutilização de código e fornecem camadas de abstração que permitem que o mesmo código fonte de alto nível rode em hardware configurado diferentemente.
Por exemplo, há muitos tipos de dispositivo de armazenamento, e em cada computador individual pode ter uma configuração diferente de dispositivos de armazenamento. Porém, o aplicativo é capaz de chamar uma função save ou write genérica fornecida pelo SO ou pelas bibliotecas de tempo de execução, que então manipulam os detalhes propriamente ditos.
A plataforma pode ser vista tanto como uma restrição sobre o processo de desenvolvimento de aplicações — a aplicação é escrita para as plataformas X e Y — quanto como uma assistência para o processo de desenvolvimento, na medida em que fornece funcionalidade pronta de baixo nível.